# Pine Castle, Florida
Pine Castle är en ort (CDP) i Orange County, i delstaten Florida, USA. Enligt United States Census Bureau har orten en folkmängd på 10 805 invånare (2010) och en landarea på 6,5 km².